# Never Learn Not to Love
Singles de The Beach Boys
Do It Again
(1968) I Can Hear Music
(1969)
Never Learn Not to Love est une chanson du groupe de rock américain The Beach Boys, parue en décembre 1968 en face B du single Bluebirds over the Mountain, puis en février 1969 sur l'album 20/20. Créditée à Dennis Wilson, le batteur du groupe, elle s'inspire en réalité de Cease to Exist, une chanson d'inspiration blues écrite et composée par Charles Manson avant qu'il ne commandite les meurtres qui l'ont rendu célèbre. Elle est retravaillée par Wilson pour l'adapter au son plus pop des Beach Boys, et le nom de Manson ne figure pas dans les crédits du single ni de l'album. La chanson originale apparaît sur l'album de Manson Lie: The Love and Terror Cult, publié pendant son procès, en 1970.

## Contexte et enregistrement
Dennis Wilson fait par hasard la rencontre de Charles Manson vers la fin du printemps 1968. Un jour, il prend en stop deux membres de la « Famille Manson », Patricia Krenwinkel et Ella Jo Bailey, et les invite dans sa maison de Pacific Palisades pour quelques heures. Le lendemain matin, alors qu'il rentre d'une nuit passée en studio avec les Beach Boys, il découvre Charles Manson qui l'attend dans l'allée de sa maison,. Wilson est effrayé, mais Manson lui promet qu'il ne lui veut pas de mal et lui embrasse les pieds. Les deux hommes se lient d'amitié, et au cours des mois qui suivent, Wilson accueille plusieurs membres de la Famille dans sa maison de Sunset Boulevard. Ce sont principalement des femmes, traitées comme des domestiques, qui auraient coûté environ 100 000 $ à Wilson,.
Manson est alors un auteur-compositeur de folk qui cherche à percer, et il présente quelques-unes de ses chansons à Wilson. Convaincu, ce dernier finance des séances d'enregistrement pour elles et présente Manson à ses contacts dans l'industrie musicale, parmi lesquels Gregg Jakobson, Terry Melcher et Rudi Altobelli. Manson enregistre plusieurs chansons au studio personnel de Brian Wilson sous la houlette de Brian et Carl Wilson. Cease to Exist fait peut-être partie de ces chansons,. D'après Peter Ames Carlin, elle aurait été écrite spécialement pour les Beach Boys. Manson cède les droits sur Cease to Exist à Dennis Wilson en échange d'une somme inconnue en liquide et d'une moto BSA qu'il offre par la suite à Paul Watkins, un membre de la Famille.
Dennis Wilson retravaille un peu Cease to Exist après en avoir acquis les droits. Il en modifie la structure, d'inspiration blues, pour l'adapter aux harmonies vocales qui sont la marque de fabrique des Beach Boys, et ajoute un deuxième pont. Il apporte également des changements aux paroles : en particulier, le premier vers, « Cease to exist », devient « Cease to resist ». Enfin, il rebaptise la chanson Never Learn Not to Love,. Elle est enregistrée par les Beach Boys au studio personnel de Brian Wilson lors de deux séances, les 11 et 17 septembre 1968.

## Parution
Never Learn Not to Love est publiée le 2 décembre 1968 en face B du single Bluebirds over the Mountain. Le single se classe no 61 du Billboard Hot 100 et no 33 des ventes au Royaume-Uni. La chanson figure également sur l'album 20/20, sorti le 10 février de l'année suivante. Manson est furieux de découvrir que son nom n'apparaît nulle part sur le 45 tours et menace Dennis Wilson et sa famille de meurtre. Échaudé par le comportement de plus en plus erratique de Manson, Wilson met un terme à leur amitié peu après.
Le 6 mars 1970, au beau milieu de son procès, Manson publie son premier album, Lie: The Love and Terror Cult. Il comprend treize chansons enregistrées en 1967 et 1968, dont la version originale de Cease to Exist,

## Musiciens
- Al Jardine : chœurs, guitare
- Bruce Johnston : chœurs, basse
- Mike Love : chœurs
- Brian Wilson : chœurs, orgue Hammond, basse
- Carl Wilson : chœurs, guitare
- Dennis Wilson : chant, batterie